# ひたちなか市立東石川小学校
ひたちなか市立東石川小学校（ひたちなかしりつひがしいしかわしょうがっこう）とは、茨城県ひたちなか市東石川にある小学校である。
校訓は、「正直」「礼儀」「親切」。卒業生は、大島中学校、勝田第一中学校のいずれかに進学する。

## 児童数（2024年度）
| 学年 | 児童数 |
| ---- | ------ |
| 1年  | 71     |
| 2年  | 61     |
| 3年  | 80     |
| 4年  | 71     |
| 5年  | 84     |
| 6年  | 78     |
| 合計 | 445    |

## 所在地
- ひたちなか市東石川1-1-1

当市の代表駅勝田駅に程近い小学校であり、かつては多数の児童が在籍した。近年ドーナツ化現象や、近隣の小学校開校などによる、学区面積減少により、児童数が減少している。

## 沿革
- 1941年（昭和16年） : 設立
- 1975年（昭和50年） : 田彦小学校と分離。
- 1979年（昭和54年） : 長堀小学校と分離。平均1学年8クラスから6クラスとなる。
- 1983年（昭和58年） : 外野小学校と分離。平均1学年6クラスから4クラスとなる。
- 2006年（平成18年） : ベルマーク累計600万点を達成し、ベルマーク教育助成財団から取材を受ける。[2]
- 2007年（平成19年） : 水道の水質汚染のため使用されなくなった北校舎の3階を市の組織に譲渡する。平均1学年4クラスから2クラスとなる。また以前取り壊しをした現在の正門前駐車場にあった発明クラブを北校舎3階に移転する。[要出典]
- 2010年（平成22年）
  - 学区内にマンションが増加し、毎年10人程度児童が増加している。
  - 「創立70周年を祝う集い」開催

## 特徴

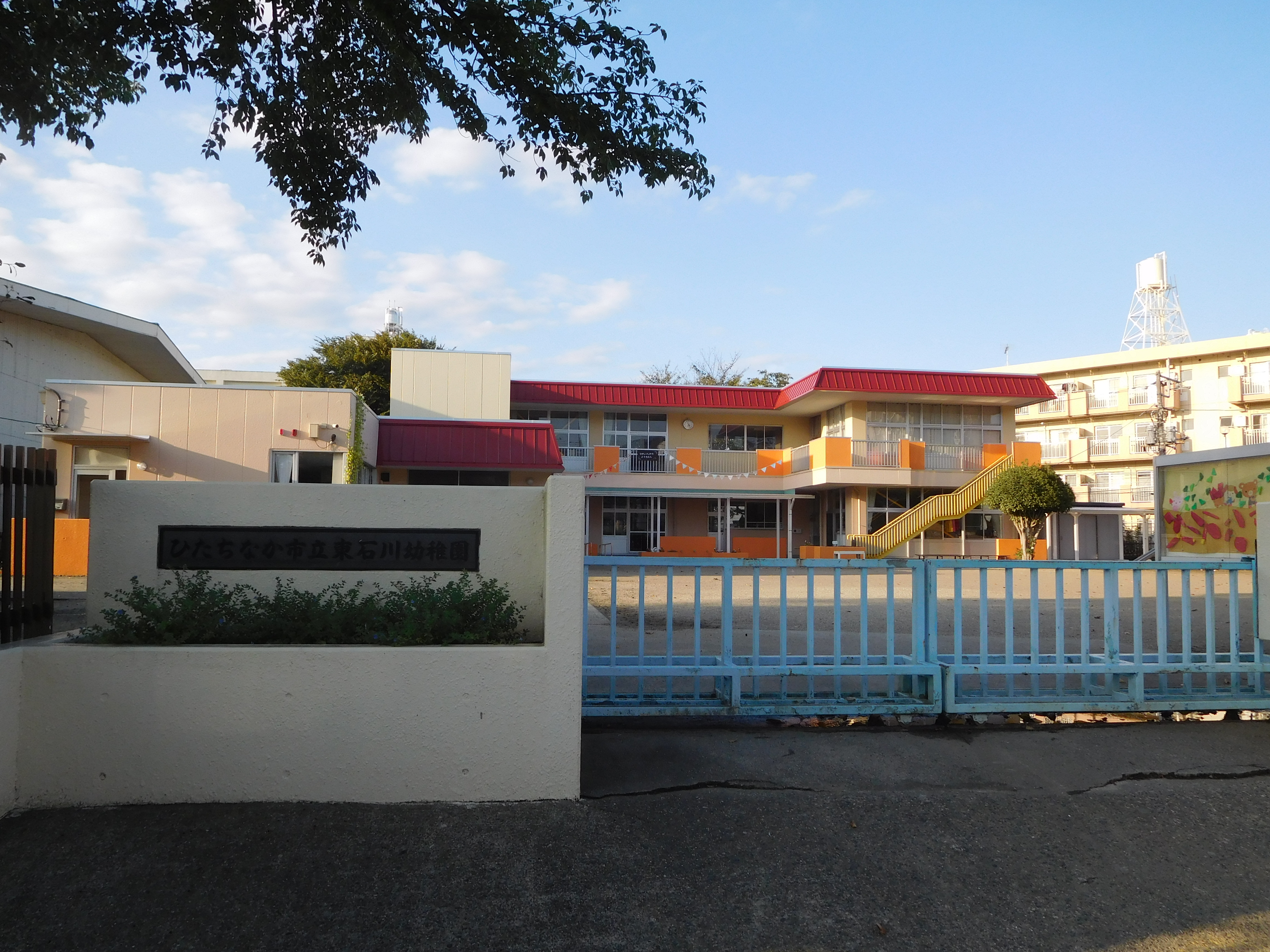
東石川幼稚園

- 学校にプールが設置されていないため、水泳授業の際は付近の市営石川町プールを使用する。
- 隣に市立中央図書館がある。
- 幼稚園が併設されており、運動会の際には園児も参加する。だが園児は後で別に運動会をする。
- 旧校舎をひたちなか市教育研究所が所有している。